# Vangelo di Apelle
Il Vangelo di Apelle è un vangelo apocrifo della metà del II secolo andato perduto. Di esso ci sono giunte solo frammentarie testimonianze indirette tramite citazioni di alcuni Padri della Chiesa, in particolare Girolamo e Epifanio. 
Verosimilmente va identificato con l'opera parimenti perduta Parole di Apelle o Ragionamenti di Apelle dello gnostico Apelle (II secolo).